# Harry Puder

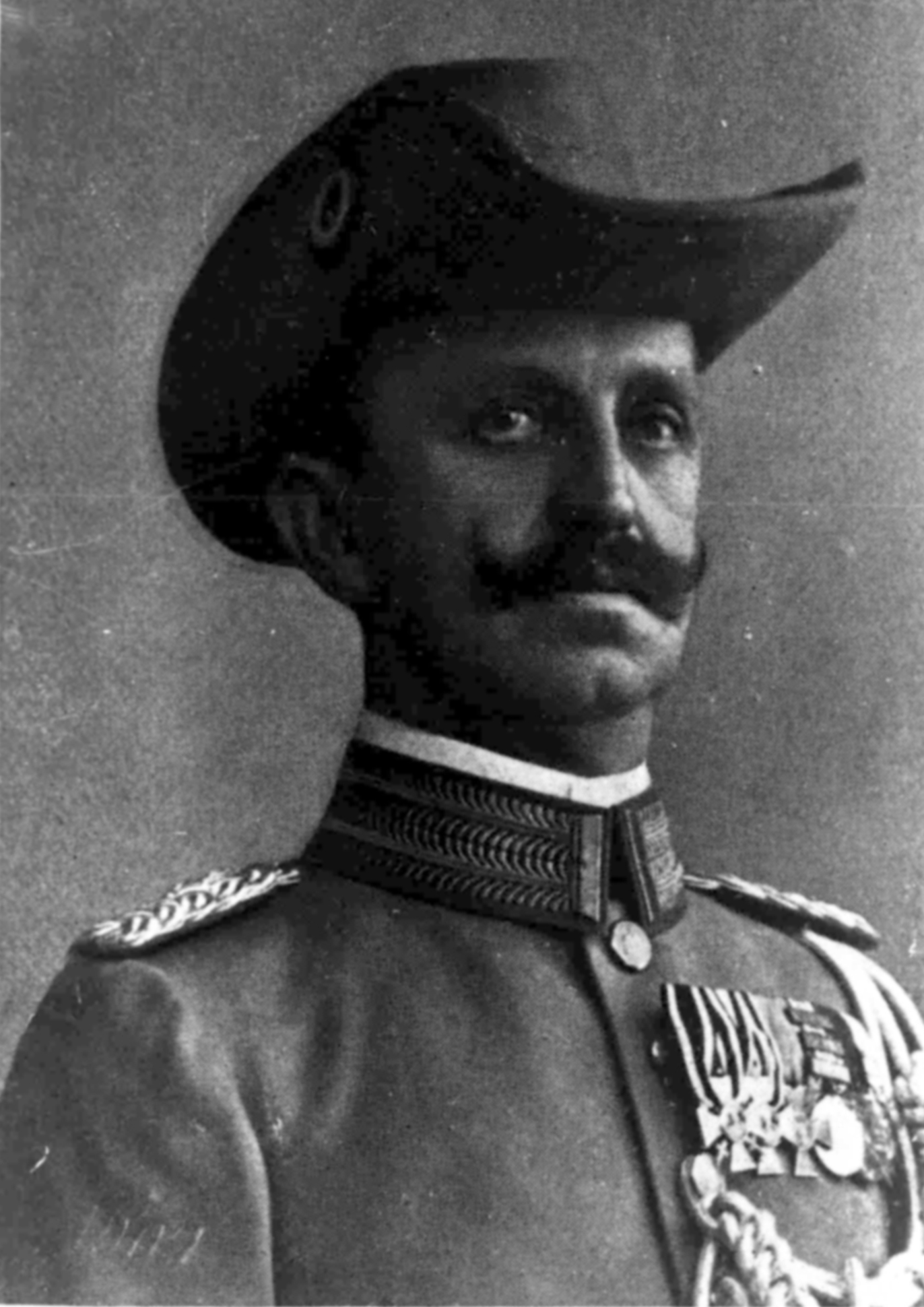
Harry Puder in der Uniform der Kaiserlichen Schutztruppe

Harry Franz Hugo Puder (* 24. Februar 1862 in Breslau; † 18. Dezember 1933 in Hamburg) war ein preußischer Generalmajor sowie Kommandeur der Kaiserlichen Schutztruppe für Kamerun.

## Leben
Puder trat im April 1879 als Kadett in die 1. Matrosen-Division ein, wechselte 1880 als Fahnenjunker in das 3. Oberschlesische Infanterie-Regiment Nr. 62, wurde 1882 Sekondeleutnant und 1890 unter Beförderung zum Premierleutnant in das Infanterie-Regiment „von Winterfeldt“ (2. Oberschlesisches) Nr. 23 versetzt. Am 24. Mai 1895 wurde er Hauptmann und Kompaniechef im 5. Rheinischen Infanterie-Regiment Nr. 65. Im Juni 1897 schied er aus der Armee aus und wurde als Hauptmann und Kompaniechef in der Kaiserlichen Schutztruppe für Deutsch-Ostafrika angestellt. In Deutsch-Ostafrika war Puder von 1899 bis April 1900 Bezirkschef von Tabora.
Er kehrte anschließend nach Deutschland zurück, wurde im November 1900 wieder in der Preußischen Armee angestellt und als Kompaniechef im Infanterie-Regiment „Freiherr von Sparr“ (3. Westfälisches) Nr. 16 verwendet. 1904 schied er erneut aus der Armee aus und wurde in der Schutztruppe für Deutsch-Südwestafrika angestellt. 1904/05 nahm er an den Kämpfen gegen die Herero in Südwestafrika teil (Gefechte von Klein-Barmen, Onganjika, Oviumbo, Hamakari-Waterberg). Wegen einer Typhuserkrankung kehrte er 1905 vorzeitig nach Deutschland zurück.
1906 wurde Puder zum Kommando der Schutztruppen im Reichskolonialamt versetzt und im Oktober des gleichen Jahres mit der Vertretung des Kommandeurs der Schutztruppe für Kamerun, Wilhelm Mueller, beauftragt. Sein Haupttätigkeitsfeld fand Puder ab 1906 in Kamerun. Nach seiner formellen Ernennung zum Kommandeur am 18. Februar 1908 leitete er die militärischen Maßnahmen zur Unterwerfung der an der Westgrenze des Bezirks Bamenda ansässigen Tiv-Gesellschaften („Alkasom-Muntschi-Expedition“ im Frühjahr 1908) und zur Eingliederung der Region Bafia in die deutsche Verwaltungsorganisation (1911). Spannungen bestanden in dieser Zeit zwischen ihm und Gouverneur Karl Ebermaier, die u. a. während der Reise des Gouverneurs in den Norden der Kolonie zum Tragen kamen. Puder kritisierte in diesem Zusammenhang die starke Inanspruchnahme der Kompanien für die Belange der Zivilverwaltung und setzte sich grundsätzlich für eine strikte Trennung von militärischen und administrativen Aufgaben ein. Bald nach Ebermaiers Rückkehr zur Küste schied Puder aus der Schutztruppe aus.
Nach Beförderung zum Oberstleutnant am 20. Juli 1912 schied er am 30. September 1913 aus der Schutztruppe aus und wurde mit dem 1. Oktober 1913 beim Stab des 2. Nassauischen Infanterie-Regiments Nr. 88 in Mainz angestellt. Mit Ausbruch des Ersten Weltkriegs wurde Puder am 2. August 1914 zum Kommandeur dieses Regiments ernannt, das er während der Kämpfe an der Westfront befehligte. Im weiteren Kriegsverlauf befehligte er die 7. Infanterie-Brigade. Seine Leistungen wurden durch die Verleihung beider Klassen des Eisernen Kreuzes sowie des Kronenordens II. Klasse mit Schwertern gewürdigt. Nach Kriegsende wurde Puder als Generalmajor am 30. September 1919 in Genehmigung seines Abschiedsgesuches mit der gesetzlichen Pension zur Disposition gestellt.
Harry Puder wurde in der Familiengrabstätte auf dem Friedhof Ohlsdorf beigesetzt. Sie liegt im Planquadrat G 10 an der Bergstraße.